# Ragueb Chohfi
Ragueb Chohfi (Homs, 1890 — São Paulo, 1983) foi um empresário sírio radicado no Brasil.
Chegou ao Brasil em 1904 onde logo se tornou mascate assim como muitos de seus compatriotas. Abriu seu comércio na famosa rua 25 de Março em 1922. Empreendedor destacado, tornou-se um dos maiores empresário do ramo têxtil. Foi um membro ativo na coletividade sírio-libanesa, tendo sido um dos fundadores do Club Homs, e do Esporte Clube Sírio, além de presidente da Câmara de Comércio Sírio-Brasileira e conselheiro do Lar Beneficente Sírio. 
Em sua homenagem foi denominada avenida Ragueb Chohfi uma importante via que liga os distritos de São Mateus e do Iguatemi, na zona leste de São Paulo, e de uma praça na região da 25 de Março que hoje abriga o Monumento à Amizade Sírio Libanês